# LeRoy Mason
LeRoy Mason (ur. 2 lipca 1903 w Larimore, zm. 13 października 1947 w Los Angeles) – amerykański aktor filmowy.

## Wybrana filmografia
- Hit and Run (1924)
- Flying High (1926)
- Tom and His Pals (1926)
- Born to Battle (1926)
- The Arizona Streak  (1926)
- Closed Gates (1927)
- Wiking (1928)
- Hit of the Show (1928)
- Golden Shackles (1928)
- The Law's Lash (1928)
- The Avenging Shadow (1928)
- Revenge (1928)
- See America Thirst (1930)
- Maker of Men (1931)
- Maizie (1933)
- Redhead (1934)
- Terror w Teksasie (1935)
- Tęczowa dolina  (1935)
- The Border Patrolman (1936)
- It Happened Out West (1937)
- Jungle Menace (1937)
- California Straight Ahead! (1937)
- Heroes of the Hills (1938)
- The Painted Trail (1938)
- Santa Fe Stampede (1938)
- Wyoming Outlaw (1939)
- New Frontier (1939)
- Rocky Mountain Rangers (1940)
- Triple Justice (1940)
- Across the Sierras (1941)
- Western Mail (1942)
- Chetniks! The Fighting Guerrillas (1943)
- Raiders of Sunset Pass (1943)
- Lucky Cowboy (1944)
- The Tiger Woman (1944)
- San Fernando Valley (1944)